# 曹貳龍
曹貳龍（?—?），东魏汾州（今山西汾阳）胡人，天平三年（536年），和当地胡人王迢觸因北魏分裂为东魏西魏，北方大乱，于是聚衆谋反。他们署立百官，年号平都。九月十三辛亥（10月13日），东魏丞相高欢討伐平定了王迢觸、曹貳龍。